# Skriftlig huvudräkning
Skriftlig huvudräkning är en matematisk metod avsedd att förenkla numeriska uttryck framtagen av läraren Birgitta Rockström.
Metoden har spritta inom svenska skolor sedan 1990-talet. 

## Metoden
Metoden är ett sätt att förenkla numeriska uttryck genom att utnyttja räknelagarna och sambanden mellan räknesätten. Mellanled som visar tankegången kan vid behov skrivas ner.
Mellanleden ser olika ut beroende på vilket räknesätt som används och även talets utseende. Grundprincipen är varje sort för sig där man börjar med den största sorten.
Addition:   46 + 37 + 58 = 120 + 21 = 141    
Andra strategier som är användbara vid addition: flytta över och ändra ordningen":
695 + 268 = 700 + 263 = 963
3,75 + 4,6 + 9,25 = 13 + 4,6 = 17,6
Subtraktion: 83 – 51 = 30 + 2 = 32
83 – 57 = 30 - 4 = 26
Andra strategier som är användbara vid subtraktion: öka båda termerna med samma tal och utfyllnad.
431 - 297 = 434 - 300 =  134
51 - 49 = 1 + 1 = 2
Multiplikation:  3 · 174 = 300 + 210 + 12 = 522      
3 · 299 = 900 - 3 = 897
Annan strategi som är användbar vid multiplikation: dela upp ett tal i faktorer.
4,5 · 24 = 9 · 12 = 108  (4,5 · 2 · 12)
Division: Förkortning och förlängning 
126/18 = 63/9 = 7
12/1,5 = 24/3 = 8
2/0,04 = 200/4 = 50